# Gunter Iberer
Gunter Iberer (* 28. März 1940 in Graz; † 7. Februar 2011 ebenda) war ein österreichischer Profi-Fußballer, Trainer und Universitätsprofessor an der Universität Graz.

## Karriere
Gunter Iberer spielte als Profifußballer für den GAK in den Saisonen von 1961/62 bis 1964/65 in der Staatsliga. Dabei erzielte er in 23 Meisterschaftsspielen sieben Tore. Gunter Iberer war auch international als Trainer des britischen Damen-Skinationalteams erfolgreich. Während seiner sportlichen Karriere studierte er von 1958 bis 1966 an der Karl-Franzens-Universität Graz und schloss sein Lehramtsstudium 1971 mit der Promotion zum Dr. der Philosophie sub auspiciis praesidentis ab. Von 1965 bis 1968 Studium am Springfield College, Springfield, Massachusetts, USA – Master of Education. 1980 Habilitation zum Professor für Erziehungswissenschaften an der KFU Graz, wo er von 1968 bis 1992 Leiter des Zentrums für Schulpraktikum war. Ab 1993 war Gunter Iberer Lehrbeauftragter an der Pädagogischen Akademie des Bundes in der Steiermark und seit 2006 Vorsitzender des Hochschulrates der Pädagogischen Hochschule Steiermark.
Gunter Iberer war von 1964 bis zu seiner Deckung 1983 Mitglied der Freimaurerloge Zu den Vereinigten Herzen; er war auch Mitglied im York Ritus.

## Funktionen und Engagements
- Vorsitzender des Hochschulrates an der Pädagogischen Hochschule Graz[4][5]